# Trichoridia sikkimensis
Trichoridia sikkimensis là một loài bướm đêm trong họ Noctuidae.